# 安乐镇 (岐山县)
安乐镇是中国陕西省宝鸡市岐山县下辖的一个镇。

## 行政区划
安乐镇下辖以下行政区：
安乐村、胡新村、柳家庄村、唐家岭村、王其村、桂林村、华明村、落星堡村、洪沟村、鸡坡村